# Kloster (Insel Hiddensee)
Kloster ist einer von vier Ortsteilen der Gemeinde Insel Hiddensee. Er entwickelte sich auf den Resten des ab dem 13. Jahrhundert hier vorhanden gewesenen Zisterzienserklosters Zum heiligen Nikolaus. Im 21. Jahrhundert bildet Kloster mit etwa 300 Einwohnern und den übrigen Orten auf der Insel die Gemeinde Seebad Insel Hiddensee (Die Gesamteinwohnerzahl Hiddensees betrug im Jahr 2017 rund 1.000).

## Geschichte
Das Kloster entstand auf einer Landschenkung des Fürsten Wizlaw II. von Rügen. Es bestand bis kurz nach der Reformation, danach verließen die Mönche nach und nach das Inselkloster. Die Güter des Klosters wurden beschlagnahmt und das Kloster-Hauptgebäude diente als fürstliches Amtshaus.
Im Jahr 1892 nahm eine erste Dampferlinie ihren Dienst zwischen Stralsund und Wiek auf Rügen auf, im Sommer lief der Dampfer auch Kloster an und brachte erste Gäste in den Ort.
Ab dem beginnenden 20. Jahrhundert wurde die kleine naturbelassene Insel zu einem beliebten Sommer-Aufenthaltsort, später auch Wohnort, von Künstlern, Schriftstellern oder Wissenschaftlern aus Deutschland. In der Folge entdeckten vor allem reiche Bürger den Ostseeaufenthalt für sich als besonderes Urlaubsziel. Die Insel Hiddensee, nur mit Schiffen erreichbar, blieb dabei relativ exklusiv und wurde nicht von der Technikentwicklung, dem Straßenausbau oder der Bauwut „vereinnahmt“. Sehr zeitig beschlossen die Einwohner, hier keinen individuellen Fahrzeugverkehr zuzulassen.
Trotzdem führte diese Entwicklung zu einem deutlichen Bevölkerungswachstum in den Orten Kloster und Vitte mit der Folge neuer Wohnsiedlungen sowie dem Ausbau der Hafenanlagen. Traditionelle Wirtschaft wie der Fischfang oder die Landwirtschaft für den Eigenbedarf gingen allmählich zurück. Der Tourismus wurde zu einem bedeutenden Erwerbszweig, allerdings im Wesentlichen auf die Sommermonate beschränkt. Die Bewohner arbeiteten in den neuen Hotels, in der Dienstleistung oder vermieteten Zimmer an Urlauber.
Nach der Gründung der DDR und des FDGB trat der Gewerkschaftsbund als Hauptvermieter von Urlaubsunterkünften auf Hiddensee auf. Entweder hatte der FDGB bald eigene Gebäude errichtet oder die Gasthäuser und privaten Zimmervermieter wurden vertraglich verpflichtet, in der Hauptsaison nur noch über die Gewerkschaft zu buchen. Die Inselbar-Besitzer Familie Bandemer in Kloster verpachteten von 1967 bis 1989 ihre Pension und Gastwirtschaft der CDU, der separate Gastraum Zur Kajüte war jedoch öffentlich zugängig. Auch das Hotel Hitthim wurde zu einer Exklusivunterkunft.
Nach der Wende ging der Tourismus erst einmal deutlich zurück, viele jüngere Hiddenseer verließen zudem ihre Insel; die Einwohner konnten aber nun ganzjährig an Privatpersonen vermieten. Die Restaurants und Hotels mussten dagegen umfassend investieren, um auf einen Mindeststandard für Touristen zu kommen. Neben technischen Erneuerungen wurden die meisten Gebäude auch baulich saniert. – Im 21. Jahrhundert erreichte die Ferienwirtschaft einen neuen Boom. In einem Urlaubsprospekt heißt es: „Der Ort Kloster […] bildet ein kulturelles Zentrum der Insel. Kloster vereint auf seinen Wegen Seebad, Künstlerkolonie, Bauerndorf und Feriendomizil.“

## Ausgewählte Bauwerke und Museen

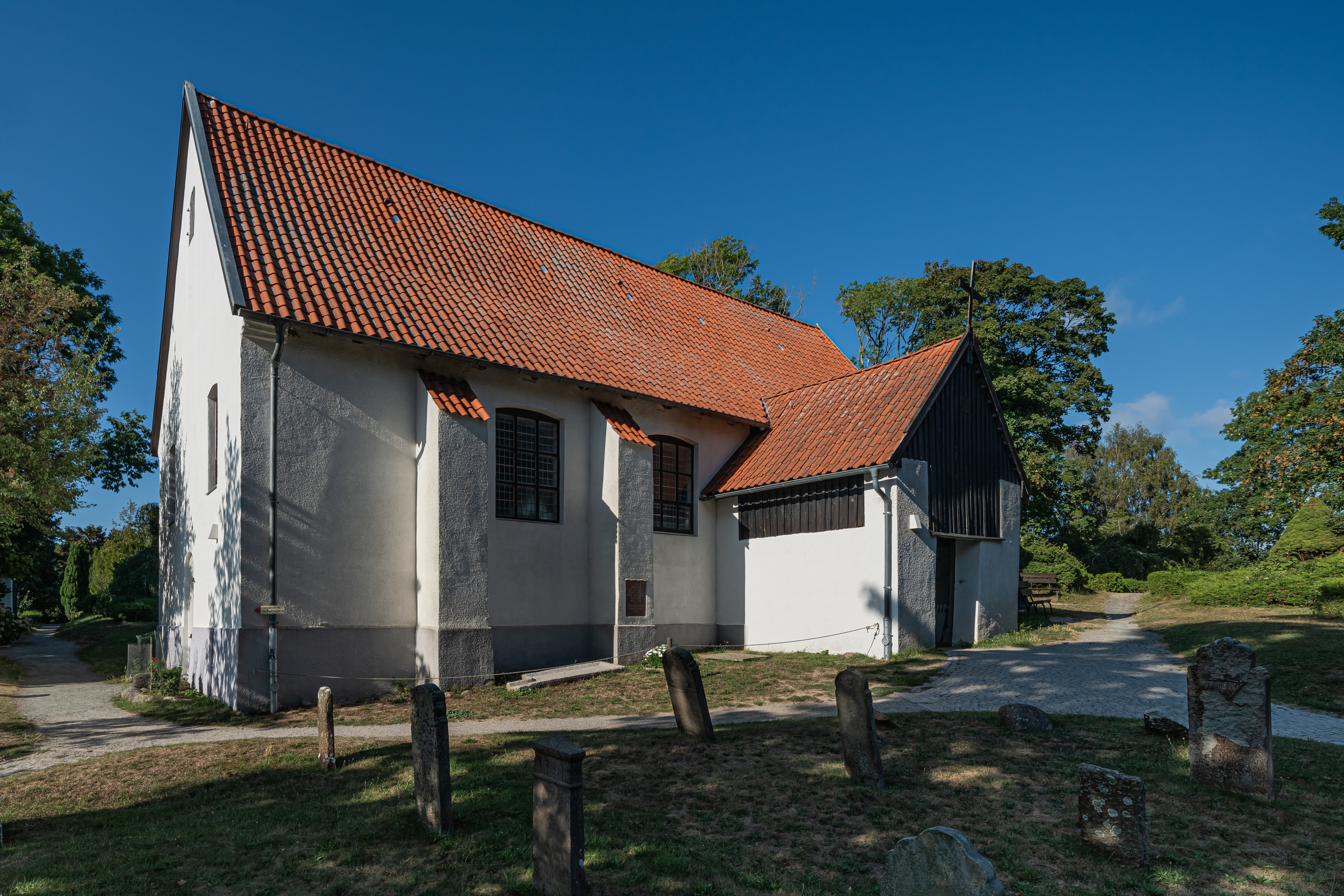
Inselkirche

Wissenschaftler wie Albert Einstein, später Robert Rompe, zahlreiche Künstler wie Maler, Bildhauer oder Schauspieler sowie Schriftsteller erwarben Immobilien oder ließen sich eine Unterkunft bauen. Dazu gehören:
- In der Straße Zum Hochland steht das Haus der ehemaligen Vogelwarte Hiddensee, an dem eine Tafel verkündet, dass hier Albert Einstein in den 1920er Jahren seine Sommerfrische inkognito aber in Familie verbrachte.[4]
- Walter Felsenstein bewohnte ebenfalls ein großes Anwesen im Ort; es ist jedoch nicht als Museum gestaltet, sondern befindet sich in Privatbesitz.
- Eggert-Gustavs-Museum, Am Bau 26 (im Gebäude der Alten Schmiede; im Juni 2019 noch unfertig)
- Gerhart-Hauptmann-Haus, Kirchweg; das frühere Sommerwohnhaus der Familie Hauptmann, seit den 1980er Jahren Museum

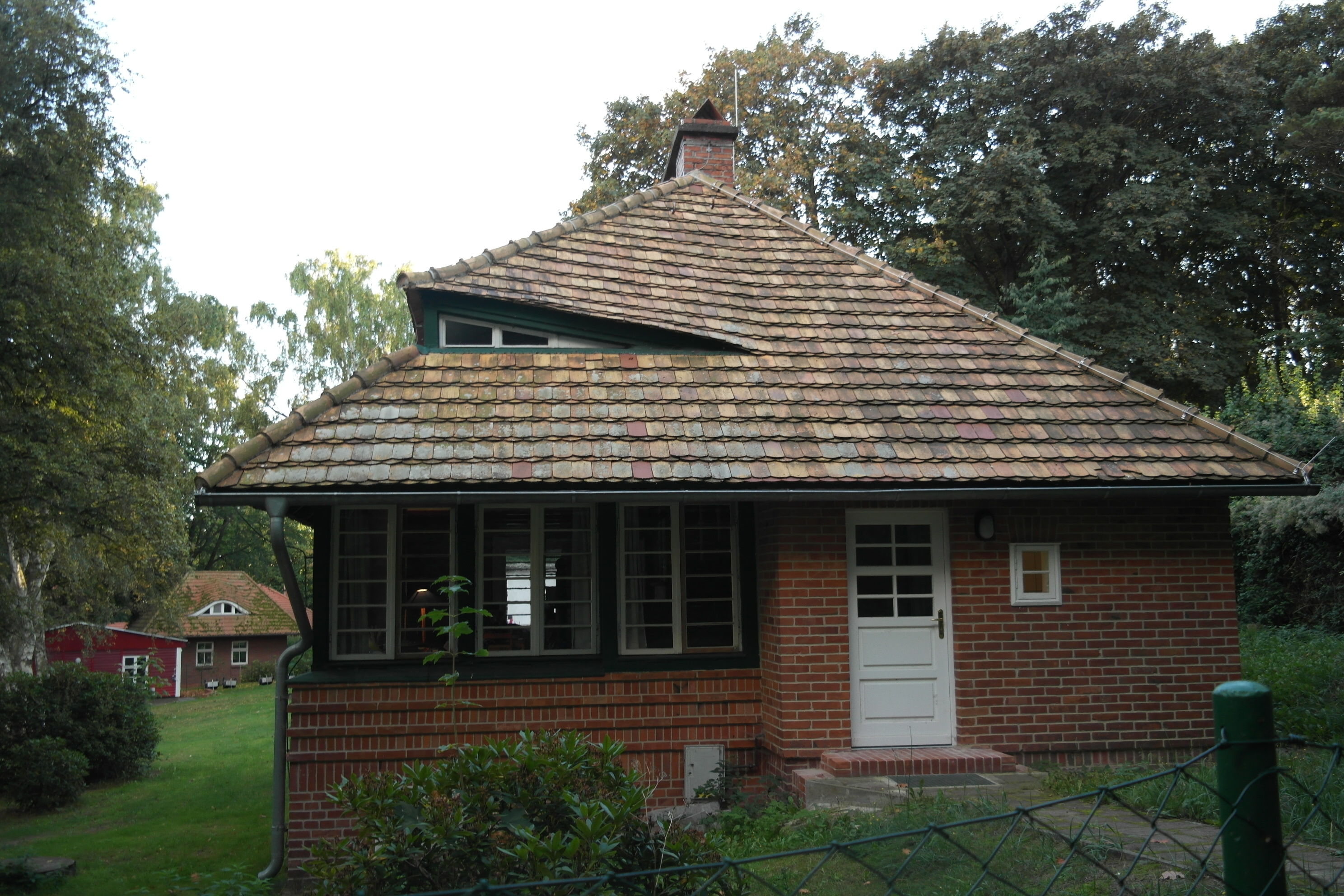
Wohn- und Arbeitshaus von Doktoranden der Uni Greifswald

- Doktorandenhaus im Biologenweg, im Jahr 1925 nach Plänen von Max Taut für einen Privatmann errichtet. Später Wohn- und Arbeitshaus von Doktoranden der Biologischen Station Hiddensee der Universität Greifswald.

Allmählich wurden einige Häuser zu Treffs von ganzen Gruppen und man sprach von der „Künstlerkolonie Hiddensee“. Besonders zahlreiche neue Gebäude entstanden südlich von Kloster, in einer Siedlung, die bereits zum Ortsteil Vitte gehört und die später nach ihren Hauptnutzern bezeichnet wurden (Henni Lehmann, Asta Nielsen…).
Weitere sehenswerte Bauwerke in Kloster sind:
- Heimatmuseum Hiddensee
- Leuchtturm Dornbusch
- Rest eines Torbogens vom ehemaligen Kloster, der ab dem 18. Jahrhundert das Eingangstor des später auf dem Klostergelände entstandenen Gutshofs[5] war, welcher einige Jahrzehnte[6] bis 1945/1946 als landwirtschaftlicher Betrieb existierte.[7] Das Bauwerk wurde in den frühen 1990er Jahren für touristische Zwecke vollständig erneuert.[8]
- Inselkirche Hiddensee
- Lietzenburg
- Sethehof

- Hafen Kloster

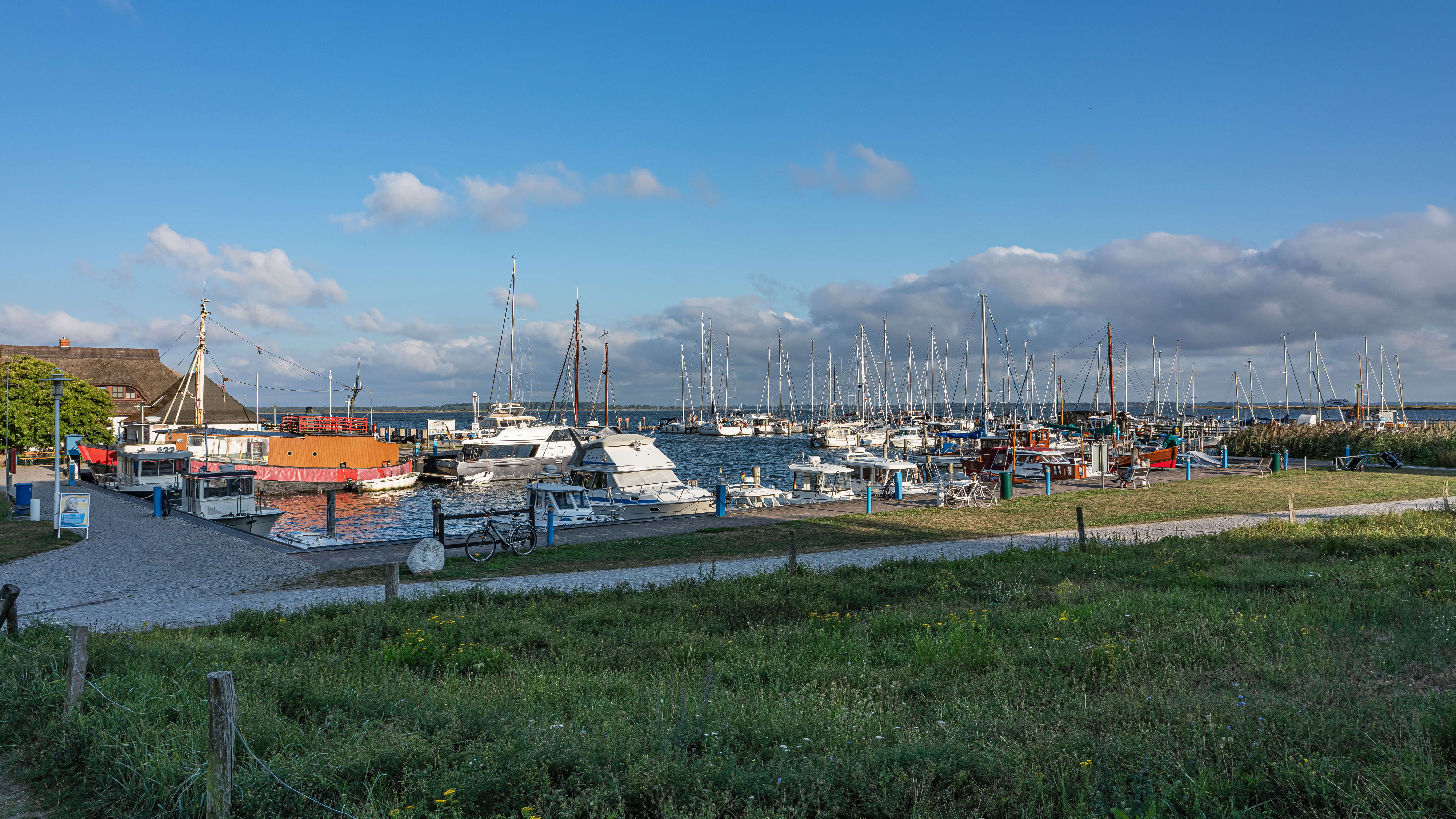
Seglerhafen

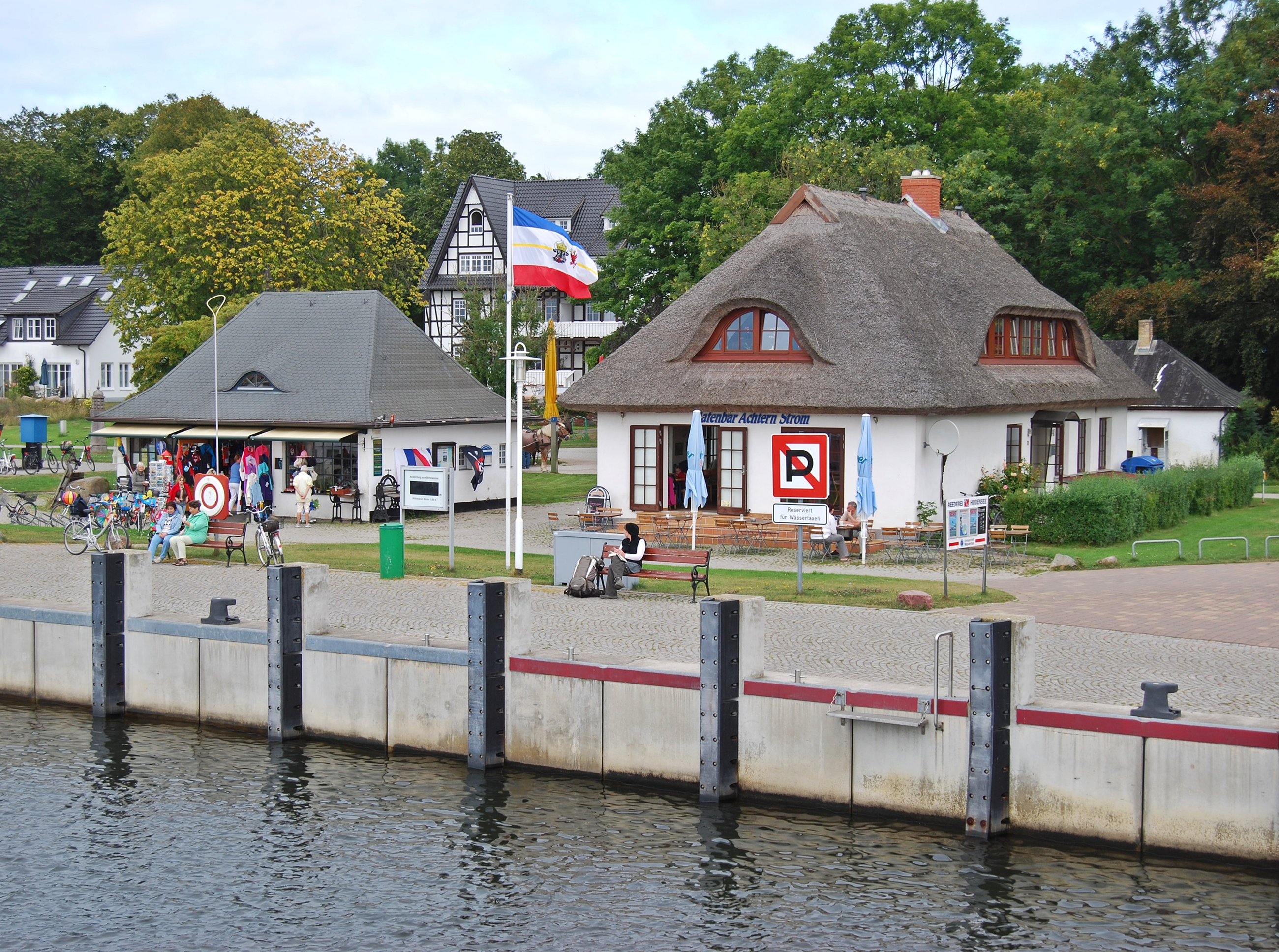
Hafen, 2012 (nach Totalumbau)

- Galerie und Café Hedins Oe in der Siedlung Am Bau/Birkenweg

Am Strandzugang von Kloster hat sich der Wasserrettungsdienst etabliert, das Aufsichtshäuschen ist sommers zwischen etwa 9 Uhr und 19 Uhr besetzt, je nach Jahreszeit und Wetter. Die Bademeister/Bademeisterinnen kontrollieren zusätzlich zur Überwachung des Badebetriebs die Sauberkeit des Strandes, die Qualität des Ostseewassers, messen die Wassertemperatur und die Windstärke.

## Ortsteilbezogene Natur

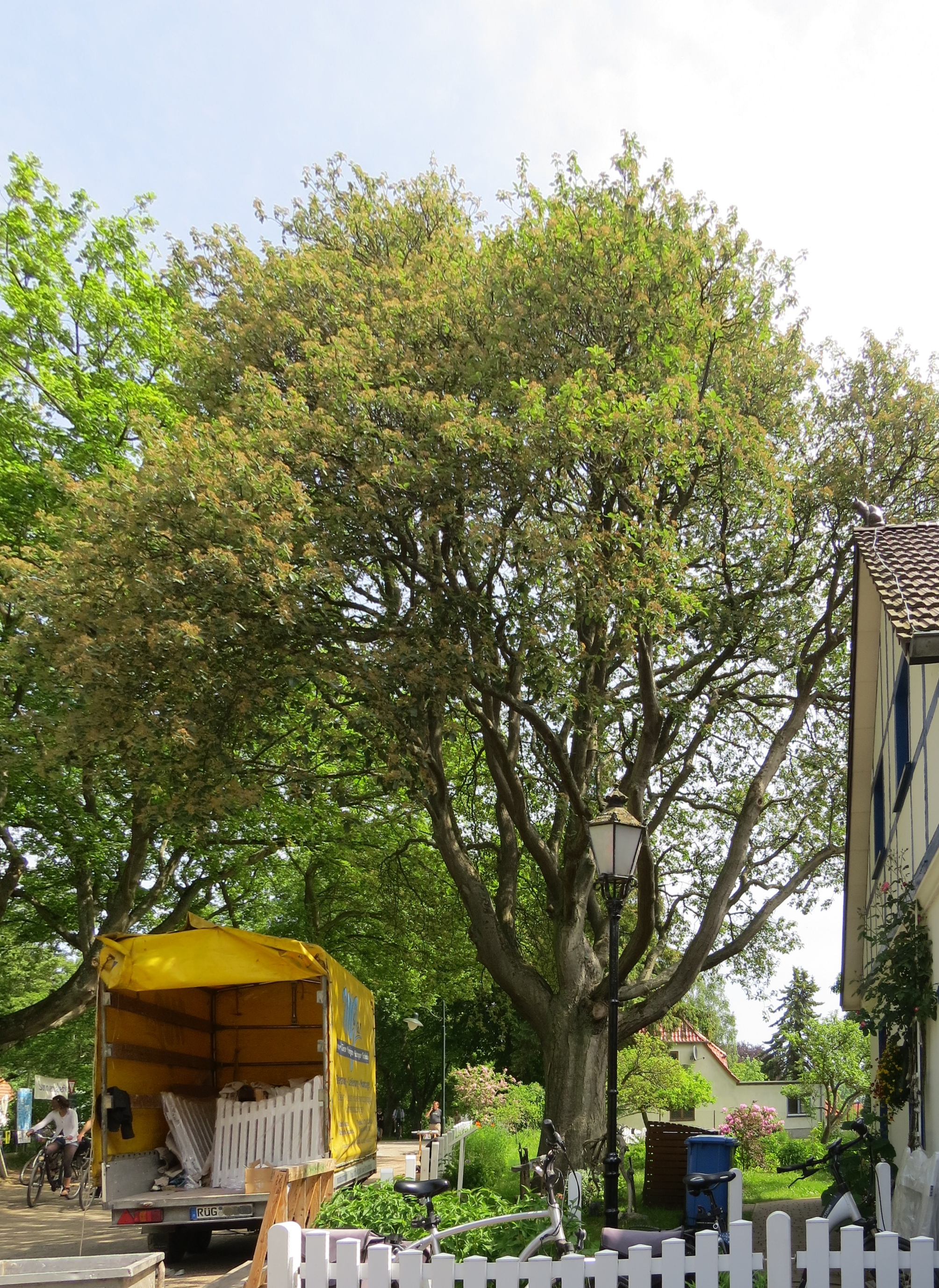
Naturdenkmal Schwedische Mehlbeere

- In der wichtigsten Einkaufs- und Flaniermeile von Kloster, dem Kirchweg, steht ein Baumdenkmal. Es handelt sich um eine Schwedische Mehlbeere, die um das Jahr 1913 vom Einheimischen Emil Hirsekorn hier gepflanzt wurde und sich prächtig entwickelt hat. Der Stammumfang beträgt rund 2,70 Meter[9], die Höhe wird auf circa 15 Meter geschätzt.

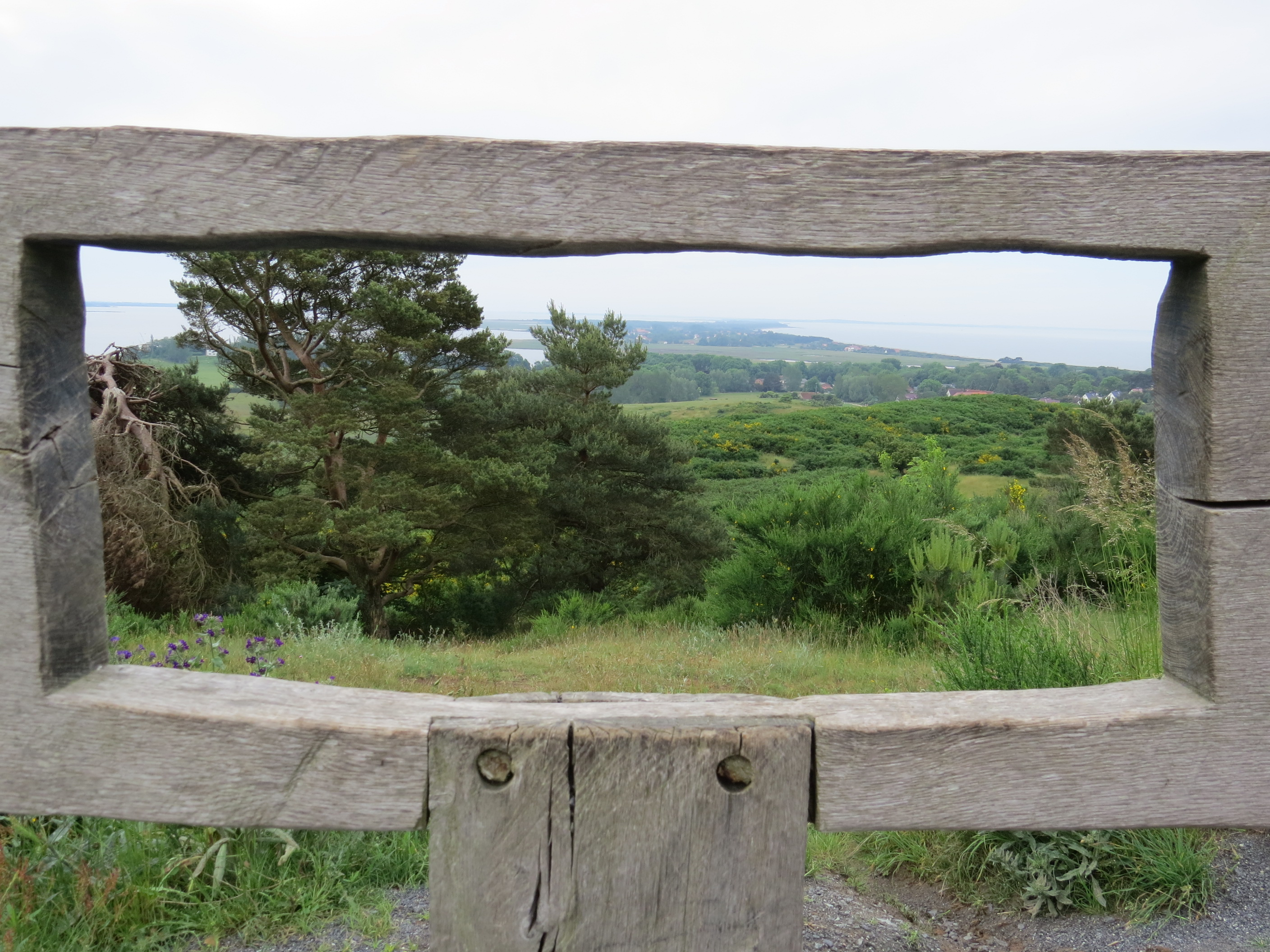
‚Inselblick‘, Rahmengestaltung von Jo Harbort

- Von Kloster nordwestwärts zieht sich der Dornbusch am kleinen Berg Swantevit aufwärts. Auf halber Höhe gibt es einen wunderbaren Blick auf den größten Teil der Insel, weswegen dieser Aussichtspunkt auch Inselblick heißt. Er ist mit Holzskulpturen gestaltet, und Bänke laden zum Verweilen.
- Das Steilufer zur Seeseite hin trägt den Namen Hucke, wohl wegen seiner gekauerten Form. Seit den 1960er Jahren schützt ein granitener Steinwall diesen Teil der Insel vor weiteren Abbrüchen durch Witterung und Wellengang.

## Ansässige Unternehmen

### Gasthäuser und Pensionen
– Stand vom Sommer 2019; alphabetisch –

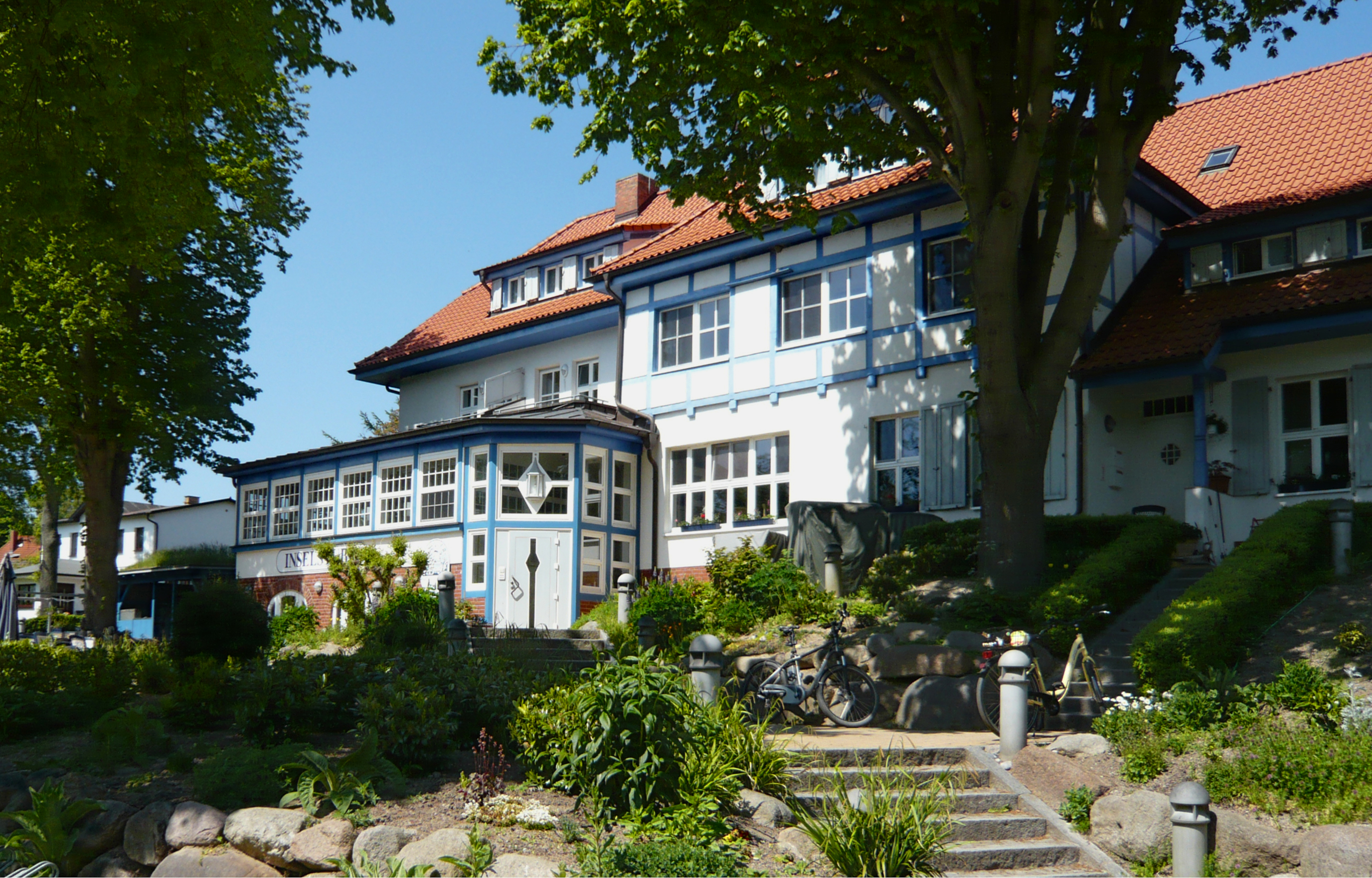
Haus Dornbusch

Hotel Hitthim

- Appartement-Haus Dornbusch mit dem Restaurant Inselstube
- Gasthaus Zum Klausner, Im Dornbuschwald, mit zwei nebenstehenden Ferienhäusern
Seit 2005 gibt es im Zugangsbereich zum Gasthaus einen kleinen Skulpturenpark, initiiert von den Wirtsleuten und dem Bildhauer Jo Harbort zusammen mit der Kunsthochschule Dresden. Hier sind auch Erstlingswerke verschiedener Künstler zu sehen, die Naturthemen dargestellt haben wie eine Bache mit Frischlingen, Eulen, Seeadler, Frösche, eine Schildkröte, einen Hecht. Materialien sind Holz und Kalkstein. Dieser Gasthof mit seinem Park dient seit einigen Jahren als Veranstaltungsort von Studentensymposien der Kunsthochschule.[10]
- Bistro am Klostergarten
- Haus am Hügel, eine ehemalige Luxusherberge des ZK der SED; nach der Wende und einigen Jahren Leerstand in den 2000er Jahren umgebaut zu einem Hotel (Tagungs- oder Businesshotel) sowie in Teilen zu einer Jugendherberge[11]
- Haus Hiddensee[12]
- Hotel Hitthim inklusive separater Ferienwohnungen[13]
- Pension Inselidyll
- Pension Wieseneck[14]
- Pension Zur Post
- Schillings Hafenamt (am Fährhafen)

In der Urlaubsbroschüre 2019 heißt es: „Inselweit stehen 140 Ferienobjekte zur Auswahl, von einfach bis luxuriös.“

### Allgemeinversorgung und Dienstleistungen
- Die Post befindet sich am Kirchweg 33, im Gebäude des Inselmarktes.
- Im Leuchtturmweg steht das Gebäude der Freiwilligen Feuerwehr.
- Eine Bernsteinschleiferei veranstaltet Schauschleifen oder verarbeitet Funde von Urlaubern zu individuellem Schmuck.
- Die Manufaktur Hiddensee, mit einer Niederlassung in Kloster und einer in Vitte, stellt eigenes Speiseeis her.
- Die Schatzkiste Kloster in einer umgenutzten Scheune bietet Kopien des Hiddenseer Goldschmucks, Kunsthandwerkliches, Mode.
- Zwei Lebensmittelmärkte versorgen die Einheimischen und die Urlauber mit allem Lebensnotwendigen.
- Einige hier lebende Maler wie Ulrike Northring, Torsten Schlüter oder Hermann Sack zeigen und verkaufen an ihrem Anwesen eigene Werke oder unterhalten kleine Galerien oder veranstalten Kunstevents.(Stand Sommer 2019).
- In Kloster bieten vier private Fahrradverleiher ihre Dienste an.
- Nicht zu vergessen: Produkte aus oder mit Sanddornbeeren sind allgegenwärtig, in zahlreichen Geschäften werden sie verkauft oder in Gaststätten verarbeitet.
- Der Fuhrmannshof Neubauer führt regelmäßige Kutsch- und Kremserfahrten für Gruppen und Einzelpersonen durch. Auch eine Hochzeitskutsche kann gemietet werden. Außerdem werden Reitpferde gehalten und Reitkurse bzw. Ausritte finden statt.[16]